# Évelyne Bernard
Pour les articles homonymes, voir Bernard.
Évelyne Bernard, née le 10 octobre 1948, est une auteur québécoise de fantastique.

## Biographie
Après avoir obtenu une licence d'anglais de l'Université de Bordeaux, elle emménage en 1973 au Québec (Canada). Elle travaille à la pige, effectuant des traductions et des rédactions. À la suite d'études à l'Université du Québec à Trois-Rivières et à l'Université du Québec à Chicoutimi, elle obtient une maîtrise en études littéraires. Sa thèse de création littéraire, intitulée La Vaironne, est publiée sous forme de roman en 1988 aux Éditions Guérin Littérature et lui permet de remporter le Grand Prix de la science-fiction et du fantastique québécois en 1989. Elle est maintenant professeur de français au collège Montmorency de Laval, au Québec.
Le jury du Grand Prix a salué la modernité narrative et le récit plein de rebondissements dramatiques de son roman qui « à partir du thème classique du vampirisme, brode une variante psychologique très intéressante et captivante en y intégrant des éléments de la littérature policière ».

## Œuvres
- La Vaironne (Roman, Guérin, 1988)
- Le complexe d'Orphée (Nouvelle, in Revue Imagine... 62, 1992)

## Prix littéraires
- 1988: Grand Prix Guérin pour La Vaironne
- 1989: Grand Prix de la science-fiction et du fantastique québécois - Volet roman (pour La Vaironne)